# When the Ham Turned
When the Ham Turned é um filme de comédia mudo produzido nos Estados Unidos e lançado em 1914.